# Drève des Renards
Ne doit pas être confondu avec Drève du Renard.
La drève des Renards (en néerlandais Vossendreef) est une voie de la commune bruxelloise d'Uccle, à proximité et dans la Forêt de Soignes.

## Situation et accès
Partant de la chaussée de Waterloo, cette drève traverse la drève de Lorraine pour continuer sa course dans une partie non carrossable à travers la forêt de Soignes.